# داريو باسوني
داريو باسوني (بالإيطالية: Dario Passoni)‏ (9 فبراير 1974 في إيطاليا - ) هو لاعب كرة قدم إيطالي في مركز الوسط. لعب مع أورالان إليستا وإنتر ميلان وكييفو فيرونا ونادي بياتشينزا ونادي سيينا ونادي فينيزيا ونادي ليفورنو ونادي مانتوفا ونادي نابولي وFidelis Andria 2018 ‏ وSSD Casarano Calcio ‏ وUC AlbinoLeffe ‏.

## روابط خارجية
- داريو باسوني على موقع قاعدة بيانات كرة القدم.إي يو (الإنجليزية)
- داريو باسوني على موقع عالم كرة القدم.نت (الإنجليزية)